# Eslovaquia en los Juegos Paralímpicos de Nagano 1998
Eslovaquia estuvo representada en los Juegos Paralímpicos de Nagano 1998 por un total de 18 deportistas, 16 hombres y dos mujeres.

## Medallistas
El equipo paralímpico eslovaco obtuvo las siguientes medallas:
| Nombre          | Deporte      | Evento                              |
| --------------- | ------------ | ----------------------------------- |
| Oro             |              |                                     |
| —               |              |                                     |
| Plata           |              |                                     |
| Miroslav Jambor | Biatlón      | 7,5 km B3 masculino                 |
| Štefan Kopčík   | Esquí alpino | Eslalon B2 masculino                |
| Štefan Kopčík   | Esquí alpino | Eslalon gigante B2 masculino        |
| Jozef Miština   | Esquí alpino | Eslalon LW1,3,5/7 masculino         |
| Jozef Miština   | Esquí alpino | Eslalon gigante LW1,3,5/7 masculino |
| Róbert Ďurčan   | Esquí alpino | Eslalon LW6/8 masculino             |
| Bronce          |              |                                     |
| Štefan Kopčík   | Esquí alpino | Descenso B2 masculino               |
| Štefan Kopčík   | Esquí alpino | Supergigante B2 masculino           |
| Jozef Miština   | Esquí alpino | Descenso LW1,3,5/7,9 masculino      |
| Jozef Miština   | Esquí alpino | Supergigante LW1,3,5/7 masculino    |